# Rhizogoniales
Rhizogoniales es un orden de musgos de la clase Bryopsida.

## Familias
Incluye las siguientes familias:
- Aulacomniaceae
- Hypnodendraceae Broth.
- Rhizogoniaceae Broth.
- Calomniaceae Kindb.
- Mitteniaceae Broth.
- Cyrtopodaceae M. Fleisch.
- Spiridentaceae Kindb.
- Pterobryellaceae (Broth.) W.R. Buck & Vitt
- Racopilaceae Kindb.